# Școală profesională
Școlile profesionale au funcționat sub această titulatură  și au fost instituții unde se pregăteau elevii pentru o anumită meserie, ce necesită un nivel mediu de pregătire, cum ar fi lacatus mecanic, electrician, mecanic auto, tinichigiu, comerciant-vânzător produse nealimentare sau alimentare, bucătar, ospătar etc.
Această categorie de școală le oferă absolvenților dreptul de a munci pe piață în mod legal. La sfârșitul cursurilor de școlarizare, elevilor li se conferea un certificat sau diploma (dupa caz) de absolvire a școlii profesionale, fiind declarați calificați în meseria aleasă. Totodată, școlile profesionale intră în categoria de nivel a studiilor medii.

## În România
Învățământul profesional reprezintă un traseu de formare profesională inițială care se organizează pentru calificări stabilite de Ministerul Educației în conformitate cu Registrul național al calificărilor profesionale din România, în funcție de nevoile pieței muncii, identificate prin documente strategice de planificare a ofertei de formare regionale, județene și locale și are următoarele forme de organizare: 
- stagii de pregătire practică cu durata de 720 de ore, organizate după finalizarea clasei a X-a de liceu;
- învățământ profesional, cu durata de minim 3 ani, organizat după finalizarea clasei a VIII-a, ca parte a învățământului secundar superior;